# Elisabeth Röhm
Elisabeth Röhm (ur. 28 kwietnia 1973 w Düsseldorfie, Niemcy) – amerykańska aktorka.

## Filmografia

### aktorka
- Tylko jedno życie (1997-1998, One Life to Live) jako Dorothy Hayes
- Prawo i porządek (1990, Law & Order) jako ADA Serena Southerlyn
- Przejrzeć Harry’ego (1997, Deconstructing Harry)
- The Invisible Man (1998)
- Eureka Street (1999) jako Max
- The '60s (1999) jako Amanda Stone
- Anioł ciemności (1999-2001, Angel) jako Detektyw Kate Lockley
- Magia sukcesu (2000, Bull) jako Alison Jeffers
- FBI: Negotiator (2005) jako Laura Martin
- Miss Agent 2: Uzbrojona i urocza (2005, Miss Congeniality 2: Armed and Fabulous) jako Janet McCarren
- Zbrodnie przeszłości (2009, Crimes of the Past) jako Josephine Sparrow
- Tranzyt (2012, Transit) jako Robyn
- Martwy policjant (2013, Officer Down) jako Alexandra Callahan
- Grzech mojej córki (2016, My Daughter's Disgrace) jako Elaine Harris; film TV